# Traducianisme
Traducianisme is een concept uit de Christelijke theologie, wat gaat over de oorsprong van de menselijke ziel dan wel geest. Traducianisme stelt dat de ziel wordt gegenereerd door de natuur; dit betekent dat bij het ontstaan van een mens, de ziel van de mens zijn oorsprong vindt in de ziel van de vader en moeder. Vanuit het creationisme bekeken betekent dit dat alleen de ziel van de eerste mens, Adam, door God werd geschapen. Eva, zijn vrouw, werd door God geschapen uit een rib van Adam (Genesis 2:21) en daarmee uit hem: 'mijn eigen gebeente, mijn eigen vlees (..) uit een man gebouwd.' (Genesis 2:23)